# پت کاندل
پت کاندل (متولد ۱۹۴۹ یا ۱۹۵۰) نویسنده انگلیسی، مفسر سیاسی، کمدین و شخصیت مشهور اینترنتی بیخدا است.
کاندل از اوایل ۲۰۰۷، تک‌گوییهای خود را در سرویس‌های اشتراک ویدئو اینترنتی به معرض عموم گذاشت، که در پی آن تهدیدات مرگ دریافت کرد. ویدئوهای او در بسیاری از وبسایت‌ها به اشتراک گذاشته می‌شود، از جمله لایولیک و یوتیوب. تا فوریه ۲۰۱۲ کانال یوتیوب کاندل بیش از ۱۶۹۰۰۰ مشترک و نزدیک ۳۰ میلیون بازدید داشته‌است.
او یک فعال خداناباوری، مدافع سرسخت آزادی بیان و منتقد دین است.